# Službena puška
Službena puška (poznana tudi kot standardna puška) je orožje katero je v oboroženih silah opredeljeno kot osnovno oz. primarno orožje pripadnikov oboroženih sil. V modernih vojskah je tipična delitev službenih pušk na bojne puške, jurišne puške oziroma karabinke katere delujejo brezhibno ne glede na prostor in vremenske pogoje. Veliko vojsk ima v uporabi tudi službene pištole oz. tako imenovano bočno orožje. 
Ravno tako se zaradi zanesljivostih teh službenih pušk le teh poslužujejo tudi specialne enote primerno in pa odvisno seveda od situacije se odločijo za tovrstno uporabo. V večini primerov gre tukaj za uporabo v urbanih okoljih oz. ruralnih območjih kjer taka orožja pridejo do svojega izraza.